# Índex d'Igualtat de Gènere
L'Índex d'Igualtat de Gènere és una eina per mesurar el progrés de la igualtat de gènere en diversos àmbits de la vida econòmica i social a la UE i els seus Estats membres, desenvolupat per l'⁣Institut Europeu per a la Igualtat de Gènere (EIGE). Aquestes àrees es resumeixen en una estructura jeràrquica de dominis i subdominis. L'índex consta de 31 indicadors i oscil·la entre 1 i 100, i 100 representen una societat amb igualtat de gènere. L'objectiu de l'índex és donar suport a la presa de decisions informada i basada en evidències a la UE i fer un seguiment dels progressos i retrocessos en la igualtat de gènere des del 2005. A més, ajuda a entendre on les millores són més necessàries i, per tant, dona suport als responsables polítics en el disseny de mesures d'igualtat de gènere més efectives.
L'Estratègia de la UE per a la igualtat de gènere 2020-2025 reconeix l'índex com un punt de referència crucial per a la igualtat de gènere a la UE i expressa la seva voluntat d'introduir un seguiment anual de la igualtat de gènere, utilitzant l'índex d'igualtat de gènere com a eina principal per a aquest propòsit.
El primer índex d'igualtat de gènere es va publicar el 2013, seguit del 2015 i el 2017. A partir del 2019, l'índex es publica anualment i consta de dues parts distintes. La primera part ofereix les puntuacions dels diversos dominis relacionats amb la igualtat de gènere, mentre que la segona part se centra en un tema específic cada any. A més de l'informe de l'Índex d'Igualtat de Gènere, l'Institut Europeu per a la Igualtat de Gènere (EIGE) també publica fitxes informatives per països, que inclouen anàlisis específiques de les puntuacions i indicadors per a cada estat membre de la UE.

## Dominis
L'Índex d'Igualtat de Gènere és una mesura composta que es fonamenta en sis dominis bàsics, a saber: treball, diners, coneixement, temps, poder i salut. Aquests dominis bàsics es desglossen a més en 14 subdominis, els quals aborden els principals problemes d'igualtat de gènere en les seves respectives àrees. A més dels dominis bàsics, l'índex també contempla dos àmbits addicionals: la violència i les desigualtats interseccionades. Així i tot, aquests dos àmbits no es consideren part de l'índex bàsic, ja que se centren en fenòmens específics que només afecten un grup seleccionat de la població.

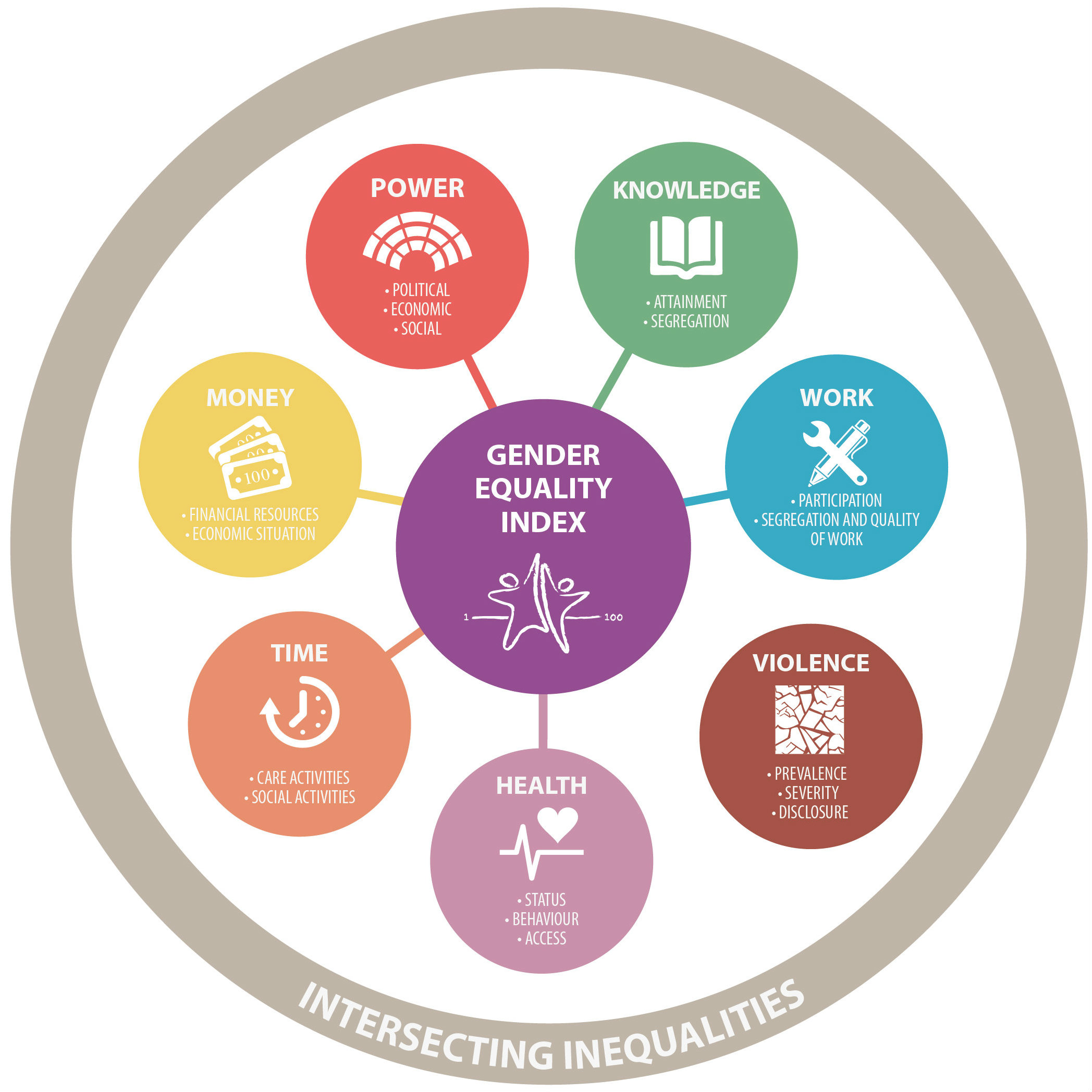
Els dominis bàsics i addicionals de l'Índex d'Igualtat de Gènere de l'EIGE

El marc conceptual es presentà a la primera edició de l'Índex i es va actualitzar el 2017.
L'índex d'igualtat de gènere es calcula mitjançant les principals enquestes a escala de la UE i la recollida de dades que cobreix tots els estats membres de la UE. Les fonts de dades inclouen Eurostat (estadístiques d'educació, Enquesta de població activa de la Unió Europea, Enquesta d'entrevista europea de salut, Estadístiques de la Unió Europea sobre ingressos i condicions de vida, Enquesta sobre l'estructura dels guanys), Eurofound (Enquesta europea de condicions de treball, Enquesta europea de qualitat de vida) i EIGE. (Dones i homes en la presa de decisions).

### Dominis bàsics

#### Treball
L'àmbit del treball compara la posició de dones i homes en el mercat laboral de la Unió Europea. Mesura les bretxes de gènere en la participació en el mercat laboral, els patrons de segregació sectorial i la qualitat del treball (com ara la flexibilitat del temps de treball i les perspectives de carrera).

#### Diners
El domini dels diners examina les desigualtats en els recursos financers i la situació econòmica de dones i homes. Mesura les diferències en els ingressos i els ingressos, així com el risc de pobresa i la distribució de la renda.

#### Coneixement
El domini del coneixement mostra diferències entre dones i homes pel que fa a l'educació i la formació. Aquest àmbit mesura les llacunes en la participació en l'educació terciària i al llarg de la vida, així com la segregació en els àmbits educatius.

#### Temps
El domini del temps mesura les desigualtats en l'assignació del temps que dones i homes dediquen a diferents activitats. Mesura les bretxes de gènere en la implicació de dones i homes en la cura dels seus fills o néts, persones grans i persones amb discapacitat, així com la seva implicació en la cuina i les tasques domèstiques en comparació amb el temps dedicat a activitats socials.

#### Poder
El domini del poder, mesura la igualtat de gènere en els llocs de presa de decisions en els àmbits polític, econòmic i social. El subdomini del poder polític examina la representació de dones i homes als parlaments nacionals, al govern i a les assemblees regionals/locals. El subdomini de l'equilibri de gènere en la presa de decisions econòmiques es mesura per la proporció de dones i homes als consells d'administració de les empreses dels bancs centrals nacionals i nacionals més grans. L'índex també presenta dades en el subdomini del poder social, que inclou dades sobre la presa de decisions en organitzacions de finançament de la recerca, mitjans de comunicació i esports.

#### Salut
L'àmbit de la salut mesura la igualtat de gènere en tres aspectes relacionats amb la salut: estat de salut, comportaments saludables/no saludables i accés als serveis de salut. L'estat de salut analitza les diferències en l'esperança de vida de dones i homes juntament amb l'autopercepció de la salut i els anys de vida saludables. Això es complementa amb un conjunt de factors de comportament de salut, basats en les recomanacions de l'⁣Organització Mundial de la Salut sobre comportaments saludables, a saber, consum de fruites i verdures, activitat física, tabaquisme i consum d'alcohol. L'accés als serveis de salut es mesura pel percentatge de persones que declaren necessitats mèdiques o dentals no cobertes.

### Dominis addicionals

#### Desigualtats entrecreuades
Atès que dones i homes no són grups homogenis, aquest domini analitza altres característiques que poden afectar la igualtat de gènere. Es van seleccionar cinc factors socials o "interseccions" per a una investigació posterior: tipus de família, edat, país de naixement, discapacitat i educació. Això permet analitzar la situació de diferents subgrups per separat, així com les bretxes de gènere dins d'aquests grups. Des d'una perspectiva política, és possible identificar quins grups de dones i homes estan menys o més desfavorits i indicar més mesures polítiques més ben orientades.

#### Violència
L'àmbit de la violència proporciona un conjunt d'indicadors que poden ajudar els Estats membres a avaluar l'abast i la naturalesa de la violència contra les dones i permetre el seguiment i l'avaluació de la resposta institucional a aquest fenomen. Per oferir la imatge més completa i fiable de la violència contra les dones a la UE, es va definir una estructura de mesura de tres nivells que inclou: (1) un conjunt d'indicadors sobre l'abast de la violència contra les dones que formaran la mesura composta; (2) un conjunt d'indicadors addicionals que cobreixen una gamma més àmplia de formes de violència contra les dones; (3) un conjunt de factors contextuals, que poden proporcionar informació sobre algunes de les causes i circumstàncies que envolten la violència contra les dones.

## Enfocament temàtic
L'índex 2022 té un focus temàtic en la pandèmia i l'atenció de la COVID-19. A partir de l'enquesta de l'EIGE sobre les conseqüències socioeconòmiques de la pandèmia de la COVID-19 sobre la igualtat de gènere amb més de 40.000 enquestats a tota la UE, el focus explora la divisió de la cura infantil informal, la cura de llarga durada (LTC) i les tasques domèstiques entre dones i homes. L'enquesta, realitzada els mesos de juny i juliol de 2021, també analitza l'impacte de la pandèmia en les condicions laborals, l'accés als serveis, la conciliació de la vida laboral i familiar i el benestar dels cuidadors.
El focus temàtic de l'Índex 2021 sobre Salut explora les diferències de gènere en tres dimensions: l'estat de salut (inclosa la salut mental), els comportaments de salut i l'accés als serveis de salut. També ofereix una anàlisi de gènere i interseccional de la salut sexual i reproductiva i la pandèmia de la COVID-19.
El focus temàtic de l'Índex d'Igualtat de Gènere 2020 examina la digitalització i el futur del treball des d'una perspectiva de gènere. Es tracta de patrons en l'ús de les noves tecnologies, la transformació digital del món laboral i les conseqüències més àmplies de la digitalització, com ara la intel·ligència artificial o l'assetjament en línia en un entorn laboral i les seves respectives implicacions de gènere.
El primer focus temàtic de l'edició 2019 de l'Índex d'Igualtat de Gènere se centra en la conciliació de la vida laboral i familiar. Es refereix a tres grans àmbits: el treball remunerat, el treball no remunerat (atenció) i l'educació i la formació, proporcionant indicadors en sis àrees específiques: polítiques de permís parental; atenció informal a persones grans o persones amb discapacitat, així com serveis d'atenció de llarga durada; atenció a la infància i serveis de puericultura; transport i infraestructures públiques; acords de treball flexibles; i aprenentatge al llarg de la vida.

## Resultats
El 2022, la puntuació de l'índex d'igualtat de gènere de la UE és de 68,6 punts sobre 100, un augment de 0,6 punts des de l'índex de 2021 i només 5,5 punts més que el 2010. Això marca un avanç però a un ritme lent. El progrés en la igualtat de gènere està impulsat en gran manera pel domini del poder, que, per contra, té les desigualtats de gènere més grans de la UE. Sense aquest domini, la puntuació de l'índex hauria caigut a causa de l'impacte de la pandèmia de la COVID-19. Per primera vegada des dels seus inicis, l'Índex d'Igualtat de Gènere registra disminucions en les puntuacions en els àmbits de treball i coneixement amb majors desigualtats de gènere en l'ocupació (taxa d'ocupació equivalent a temps complet (ETC) i durada de la vida laboral), educació (terciària), graduació i participació en educació i formació formal o informal, així com l'estat de salut i l'accés als serveis sanitaris. Les bretxes de gènere en el risc de pobresa i la distribució de la renda entre dones i homes s'han mantingut constants.

## Informes
- Índex d'igualtat de gènere 2022: la pandèmia de la COVID-19 i l'atenció[7]
- Índex d'igualtat de gènere 2021: salut[10]
- Índex d'igualtat de gènere 2020: digitalització i futur del treball[11]
- Índex d'igualtat de gènere 2019: conciliació de la vida laboral i familiar[12]
- Desigualtats entrecreuades: índex d'igualtat de gènere (2019)[5]
- Índex d'igualtat de gènere 2017: mesurar la igualtat de gènere a la Unió Europea 2005-2015[13]
- Índex d'igualtat de gènere 2017: marc de mesura de la violència contra les dones – Informe[6]
- Índex d'igualtat de gènere 2015: mesurar la igualtat de gènere a la Unió Europea 2005–2012[14]
- Índex d'igualtat de gènere 2013[15]